# Pierre de Paschal
Pierre de Paschal (* 1522 in Sauveterre-de-Guyenne; † 15. Februar 1565 in Toulouse) war ein französischer Literat. Er schrieb lateinisch und französisch.

## Leben
Pierre de Paschal studierte in Carpentras und Toulouse. 1548 begleitete er Kardinal Georges d’Armagnac nach Italien und hielt vor dem Senat von Venedig eine lateinische Rede. 1554 wurde er Historiograph von König Heinrich II., verfasste aber nahezu keine Werke. Sein zu Lebzeiten erhebliches Ansehen ging vor allem darauf zurück, dass er in Aussicht stellte, nach dem Vorbild der Vitae virorum illustrium von Paolo Giovio Kurzbiographien der Zeitgenossen zu verfassen, die, Pierre Ronsard eingeschlossen, sich schmeichelten dazuzugehören. Da es dazu jedoch nie kam, schrieb Adrianus Turnebus 1559 eine Satire unter dem Titel De Nova captandae utilitatis e literis ratione, die Joachim Du Bellay (unter dem Pseudonym J. Quintil Du Tronssay en Poictou) frei ins Französische übersetzte: La nouvelle manière de faire son profit des Lettres (Die neue Art, aus der Literatur Profit zu ziehen). Das Fazit war: Ankündigen und dann nichts ans Licht bringen, ist die einfachste Art, von der Literatur zu profitieren.

## Werke (Auswahl)
- Henrici II, Galliarum regis, Elogium, cum ejus verissinie expressa effigie, Petro Paschalis autore. Ejusdem Henrici Tumulus, autore eodem. Paris 1560.
- Journal de ce qui s’est passé en France durant l’année 1562 prinicipalement dans Paris et à la cour. Hrsg. Michel François. Didier, Paris 1950.